# Caudron C.640
Dimensions
Le Caudron C.640 Typhon est un avion de transport postal conçu en 1935 par la Société des avions Caudron.

## Histoire
De conception similaire au de Havilland DH.88 Comet, le Typhon a été conçu par Georges Otfinovsky et Marcel Riffard pour être utilisé sur les lignes postales à longue distance. 
Le premier exemplaire a volé pour la première fois en mars 1935. L'avion était un biplace, monoplan cantilever, bimoteur, à voilure basse, construit en bois. L'avion était motorisé par 2 Renault 6Q de 6 cylindres en ligne inversés développant 164 kW. Sept C.640 ont été construits. 
Le Typhon a établi des records de vitesse sur 5 000 km. 
Il ne fut pas un succès en exploitation car ses ailes flexibles causaient des problèmes de secousses et de vibrations.

### Variantes
Il a été produit en 3 versions :
- C.640 Typhon - modèle de série avec moteurs Renault 6Q (7 construits).
- C.641 Typhon - version des records monoplace avec cockpit surélevé et capacité en carburant accrue (2 construits).
- C.670 Typhon - prototype de bombardier à grande vitesse avec un équipage de trois personnes, similaire au C.640 mais avec des dimensions et des masses accrues (un seul construit).

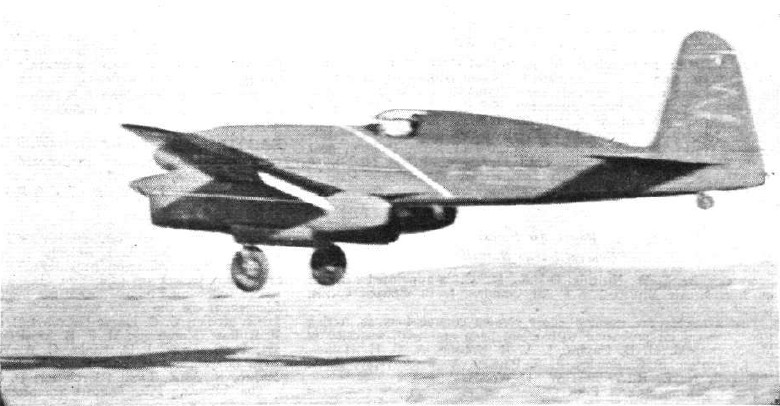
Maurice Rossi teste le moteur Renault Caudron de son C.641 Typhon à l'aérodrome d'Istres en vue d'un record de vitesse.

### Opérateur
Le C.640 a été utilisé par :
- France - Les forces aériennes françaises.
- Romania - Les forces aériennes roumaines.